# Talmont-Saint-Hilaire

Talmont-Saint-Hilaire este o comună în departamentul Vendée, Franța. În 2009 avea o populație de 6,829 de locuitori.